# واکه مرکب
واکه مرکب یا مصوت مرکب یا آواگروه به واکه‌ای گفته می‌شود که در هنگام ادای آن، حالت اندام گفتار دگرگون می‌شود و در پی آن، رنگ یعنی لرزش‌های فرعی آوا نیز مختلف می‌شود و صدا از یک واکه به سوی واکهٔ دیگر می‌لغزد، چنان‌که می‌توان آن را هم‌چون دو واکه شمرد که با هم آمیخته و در هجایی واحد گرد هم آمده باشند.
آواگروه بسیط نیست، اما یک واج شمرده می‌شود.
در الفبای آوانگاری بین‌المللی، آواگروه‌ها را با دو حرف آوانویسی می‌کنند. نمونه: واژهٔ sign انگلیسی به صورت: [saɪ̯n].

## در زبان فارسی
به باور دسته‌ای از زبان‌شناسان، در زبان فارسی دو آواگروه وجود دارد؛ یکی «ـُو» در نمونه‌هایی مانند روشن، فردوسی، نوروز؛ و دیگری آواگروه «ـِی» در نمونه‌هایی مانند نی، دی، ری.
یکی از دگرگونی‌های مهم دستگاه آوایی زبان فارسی از دورهٔ باستان به دورهٔ میانه و نو، از میان رفتن دو آواگروه است.
برای نمونه، واژهٔ «روز»، که در فارسی باستان رَئوچَه بوده، در فارسی میانه از حالت آواگروه درآمده و به شکل رُز (با ــُـ کشیده) تلفظ شده که آن نیز در فارسی امروزی به شکل «روز» درآمده‌است.
|         | فارسی باستان | اوستایی | فارسی میانه | فارسی نو  |
| ------- | ------------ | ------- | ----------- | --------- |
| آواگروه | ai           | ae      | ē           | ī         |
| نمونه‌ها | -            | naema   | nēm         | nīm (نیم) |
| آواگروه | au           | ao      | ō           | ū         |
| نمونه‌ها | raučah       | raočaŋh | rōz         | rūz (روز) |

## زبان انگلیسی
|                 | بریتانیایی | استرالیایی | آمریکایی | آمریکایی |
| آمریکایی همگانی | بریتانیایی | استرالیایی | کانادایی |          |
| --------------- | ---------- | ---------- | -------- | -------- |
| low             | [əʊ̯]       | [əʉ̯]       | [oʊ̯]     | [oʊ̯]     |
| loud            | [aʊ̯]       | [æɔ̯]       | [aʊ̯]     | [aʊ̯]     |
| lout            | [aʊ̯]       | [æɔ̯]       | [aʊ̯]     | [əʊ̯]     |
| lied            | [aɪ̯]       | [ɑe̯]       | [aɪ̯]     | [aɪ̯]     |
| light           | [aɪ̯]       | [ɑe̯]       | [əɪ̯]     | [əɪ̯]     |
| lane            | [eɪ̯]       | [æɪ̯]       | [eɪ̯]     | [eɪ̯]     |
| loin            | [ɔɪ̯]       | [oɪ̯]       | [ɔɪ̯]     | [ɔɪ̯]     |
| loon            | [uː]       | [ʉː]       | [ʊu̯]     | [ʊu̯]     |
| lean            | [iː]       | [ɪi̯]       | [ɪi̯]     | [ɪi̯]     |
| leer            | [ɪə̯]       | [ɪə̯]       | [ɪɚ̯]     | [ɪɚ̯]     |
| lair            | [ɛə̯]       | [eː]       | [ɛɚ]     | [ɛɚ]     |
| lure            | [ʊə̯]       | [ʊə̯]       | [ʊɚ̯]     | [ʊɚ̯]     |